# ステラ・アドラー

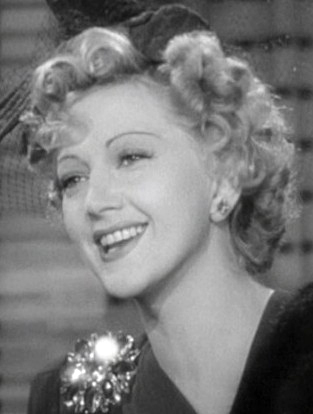
ステラ・アドラー(1941年)

ステラ・アドラー（Stella Adler、1901年2月10日 - 1992年12月21日）は、アメリカの女優。数十年の間、アメリカで最も重要な演技指導者と考えられていた。

## 生涯

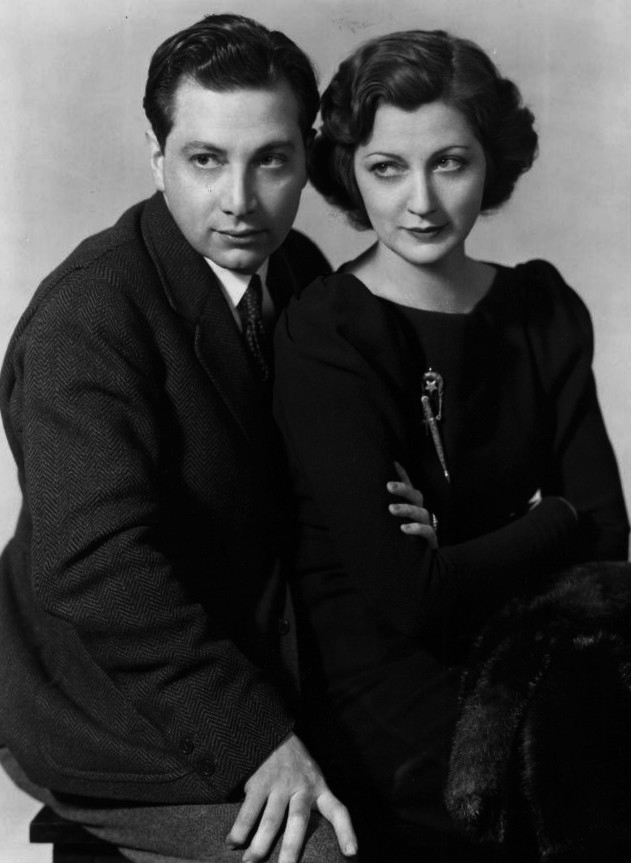
1936年、弟のルーサー・アドラーと。

アドラーはロシア系ユダヤ人のアメリカ人の俳優一家の一員として、母サラ・アドラー (イディッシュ女優)と父ジェイコブ・P・アドラーの子として、ニューヨークに生まれた。兄にジェイ・アドラー、弟にルーサー・アドラー、異母兄にチャールズ・アドラー、異母妹にセリア・アドラーがいる。彼女はスタニスラフスキーに演技法を指導された唯一のアメリカ人だった。
彼女はグループ・シアターの重要なメンバーだったが、スタニスラフスキー・システムの指導法を巡るリー・ストラスバーグと意見の相違は、グループ・シアター解散の一因になった。
アドラーとストラスバーグとの根本的な違いは、俳優の感情の引き出し方にあった。ストラスバーグは常に、「感情の記憶」、すなわち五感を使って俳優個人の過去の記憶を引き出す方法の、強力な提唱者であった。一方アドラーは、俳優が文章から学び、想像した状況を信じることが出来れば、脚本にある感情が自然に表面化すると考えた。
1926年から1952年にかけて、アドラーは定期的にブロードウェイの舞台に立った。映画の出演は、『影なき男の影』などの3本と少ない。
彼女は三度結婚した。最初の夫はホーレス・エリアシェフであり、彼女のただ一人の子供、エレンをもうけた。二人目の夫はグループ・シアターの設立者の一人で、舞台演出家・批評家のハロルド・クラーマン。三人目の夫は1973年に亡くなった小説家・物理学者のミッチャル・A・ウィルソンだった。
1992年、ロサンゼルスにいた彼女は心不全で亡くなった。91歳だった。遺体はニューヨーク州グレンデールの、マウント・カーメル・セメタリーに埋葬された。
アドラーの設立した「Stella Adler Studio of Acting」は、今でもニューヨークとロサンゼルスで運営されている。俳優の想像力を根底とする彼女の演技法は、亡くなるまでスタジオの名誉会長を務めたマーロン・ブランドのほかにも、ロバート・デ・ニーロ、マーティン・シーン、ロイ・シャイダー、ヴィンセント・ドノフリオ、マーク・ラファロ、ベニチオ・デル・トロなどが学んだ。